# Сан-Леучіо (Казерта)
Сан-Леучіо (італ. San Leucio) — фракція муніципалітету міста Казерта в Італії, знаходиться у регіоні Кампанія. Назва походить від імені церкви святого Леція. Знаходиться під захистом ЮНЕСКО. З 1992 року в Сан-Леучіо функціонує Неапольський університет політології.

## Розташування
Сан-Леучіо розташований за 3,5 км на північний захід від міста Казерта.

## Історія
Найвизначнішим місцем у Сан-Леучіо є палац Бельведере. Спочатку палац був власністю графів Аквавіва. У 1750 році він передається у володіння неапольській королівській династії Бурбонів, а саме Карлові VII Бурбону, для якого палац Бельведере служив місцем для усамітнення. У 1778 році Тіто Лівіо, старший син короля Карла Бурбона, випадково загинув на полюванні. Вражений цією подією король вирішив побудувати притулок для бідних, який розташував поряд із палацом. це стало основною причиною швидкого зростання населення у районі Сан-Леучіо. Пізніше Карл разом із своїм молодшим сином Фердинандом IV заснував шовкову фабрику, вироби якої користувалися великим попитом в усій Європі. Навкруги нової фабрики почали будувати житло для робітників. Таким чином Сан Леучіо перетворилося у своєрідне робітниче містечко.
Ставши новим королем Неаполя, Фердинанд IV хотів розширити територію Сан Леучіо і назвати містечко «Фердинандополі», проте ці плани не вдалося здійснити. В 1862 році було закрито фабрику шовку у Сан Леучіо.
До середини ХХ ст. палац Бельведере не функціонував ні як резиденція, ні як фабрика. З 1981 року палац після реставрації, яка розпочалася у 1976 році, став туристичним об'єктом.

### Сучасний стан
У палаці на сьогодні представлено різноманітні експозиції, присвячені життю королівської сім'ї Бурбонів. Також у приміщенні палацу Бельведере працює Музей шовку, у якому можна побачити старовинні ткацькі пристрої.